# Bárbara Micheline do Monte Barbosa
Bárbara Micheline do Monte Barbosa (Recife, 4 luglio 1988) è una calciatrice brasiliana, portiere dell'Avaí e della nazionale brasiliana.

## Carriera

### Club
Bárbara, che in gioventù disputa gli Jogos Escolares de Pernambuco nelle discipline sportive di calcio a 5 e pallamano, dal 2006 decide di dedicarsi al calcio femminile, tesserandosi con lo Sport Recife e rimanendo con la società con sede nella capitale dello Stato del Pernambuco fino al 2008.
Quello stesso anno, dopo aver valutato di trasferirsi al Santa Cruz e in Italia, dove un contatto con il Napoli non si concretizza in un'effettiva collaborazione nel campionato italiano, decide infine per la Svezia, sottoscrivendo un accordo con il Sunnanå SK per giocare il campionato 2009. Gioca in Damallsvenskan anche il campionato seguente decidendo di lasciare il club dopo la sua retrocessione in Elitettan al termine della stagione.
Ritorna quindi in Brasile, giocando parte del 2011 nuovamente con lo Sport Recife per trasferirsi in seguito al Foz Cataratas fino al termine della stagione 2012.
Dell'inverno 2013 è la sua decisione di tornare in Europa, sottoscrivendo un contratto con il Cloppenburg per giocare in Frauen-Bundesliga, livello di vertice del campionato tedesco, per la stagione entrante. Qui rimane solo la seconda parte della stagione 2013-2014, marcando 4 presenze in campionato.
Ritornata in patria si trasferisce una prima volta al Avaí, nel 2014, rimanendo fino al 2015, conquistando la Coppa del Brasile (la cui ultima edizione è stata l'anno successivo). In seguito gioca per São Caetano, Botafogo da Paraíba e Foz Cataratas, fino al ritorno al Kindermann nel 2017 e rimanendovi per due stagioni prima della partnership con l'Avaí/Kindermann, all'inizio del 2019.

## Palmarès

### Club
- Coppa del Brasile: 1

Kindermann: 2015

### Nazionale
- Campionato sudamericano: 1

2018
- Giochi panamericani: 2

Rio de Janeiro 2007, Toronto 2015
- Campionato sudamericano Under-20: 1

2010